# Saint Barthélemy (Rembrandt)
Pour les articles homonymes, voir Saint Barthélemy.
Saint Barthélemy est un tableau du peintre néerlandais Rembrandt réalisé en 1657. Cette huile sur toile est une peinture chrétienne représentant l'apôtre Barthélemy tenant un couteau, symbole de son martyre. L'œuvre est conservée au Timken Museum of Art, à San Diego, aux États-Unis, depuis son acquisition en 1952.